# Iván Sándor

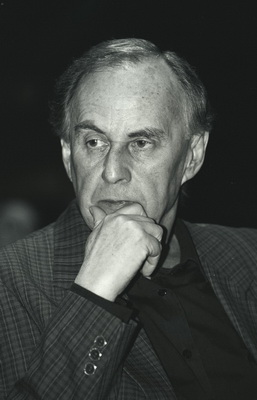
Iván Sándor

Iván Sándor (geboren  11. März 1930 in Budapest) ist ein ungarischer Autor.

## Leben
Sándor ist in Budapest aufgewachsen, 1944 in den Monaten der ungarischen Judendeportationen und der Szálasi-Diktatur musste er sich verstecken. Während seines Studiums wurde er 1952 verhaftet und zu Zwangsarbeit verurteilt. 1956 war er aktiv am Ungarischen Volksaufstand beteiligt. Ab 1957 arbeitete er als Kritiker für die Zeitschrift „Film, Színház, Muzsika“, deren Redakteur er 1970 wurde. Nach der Wende war er bis 1993 Vorstandsmitglied des „Ungarischen Schriftstellerverbandes“.  Von 1992 bis 1996 war er Vorsitzender der „László-Németh-Gesellschaft“. Neben seiner journalistischen Tätigkeit hat Sándor dreizehn Romane veröffentlicht.
Sándor wurde mit wichtigen ungarischen Literaturpreisen geehrt, darunter der Attila-József-Preis (1985) und der „Sándor Márai-Preis“ (2000). 2005 wurde ihm für sein Lebenswerk der Kossuth-Preis verliehen.

## Carl Lutz
Im autobiografisch angelegten Roman Spurensuche forscht Sándor dem Wirken des Schweizer Botschaftsangehörigen Carl Lutz nach, der 1944 durch sein Wirken mit Schutzhäusern und Schutzpässen einen Teil der Budapester Juden vor dem Holocaust retten konnte.

## Werke in deutscher Übersetzung
- Geliebte Liv, Roman. Aus dem Ungarischen von Timea Tankó. Dt. Taschenbuch-Verlag, München 2006, ISBN 978-3-423-24558-6
- Spurensuche: eine Nachforschung, Roman. Aus dem Ungarischen von Katalin Fischer. Dt. Taschenbuch-Verlag, München 2009, ISBN 978-3-423-24722-1
- Husar in der Hölle. Aus dem Ungarischen von György Buda. Nischen Verlag, Wien 2014, ISBN 978-3-9503345-6-2